# يوليوس جاي إبستاين
يوليوس جاي إبستاين (بالإنجليزية: Julius J. Epstein)‏ هو كاتب سيناريو أمريكي، ولد في 22 أغسطس 1909 في نيويورك في الولايات المتحدة، وتوفي في 30 ديسمبر 2000 في لوس أنجلوس في الولايات المتحدة.

## وصلات خارجية
- يوليوس جاي إبستاين على موقع IMDb (الإنجليزية)
- يوليوس جاي إبستاين على موقع ألو سيني (الفرنسية)
- يوليوس جاي إبستاين على موقع ميوزك برينز (الإنجليزية)
- يوليوس جاي إبستاين على موقع أول موفي (الإنجليزية)
- يوليوس جاي إبستاين على موقع قاعدة بيانات برودواي على الإنترنت (الإنجليزية)
- يوليوس جاي إبستاين على موقع قاعدة بيانات الأفلام السويدية (السويدية)
- يوليوس جاي إبستاين على موقع قاعدة بيانات الفيلم (الإنجليزية)
- يوليوس جاي إبستاين على موقع كينوبويسك (الروسية)